# Marin I.
Marin I., papa od 16. prosinca 882. do 15. svibnja 884. godine.